# Gerhard Reuter (Tiermediziner)

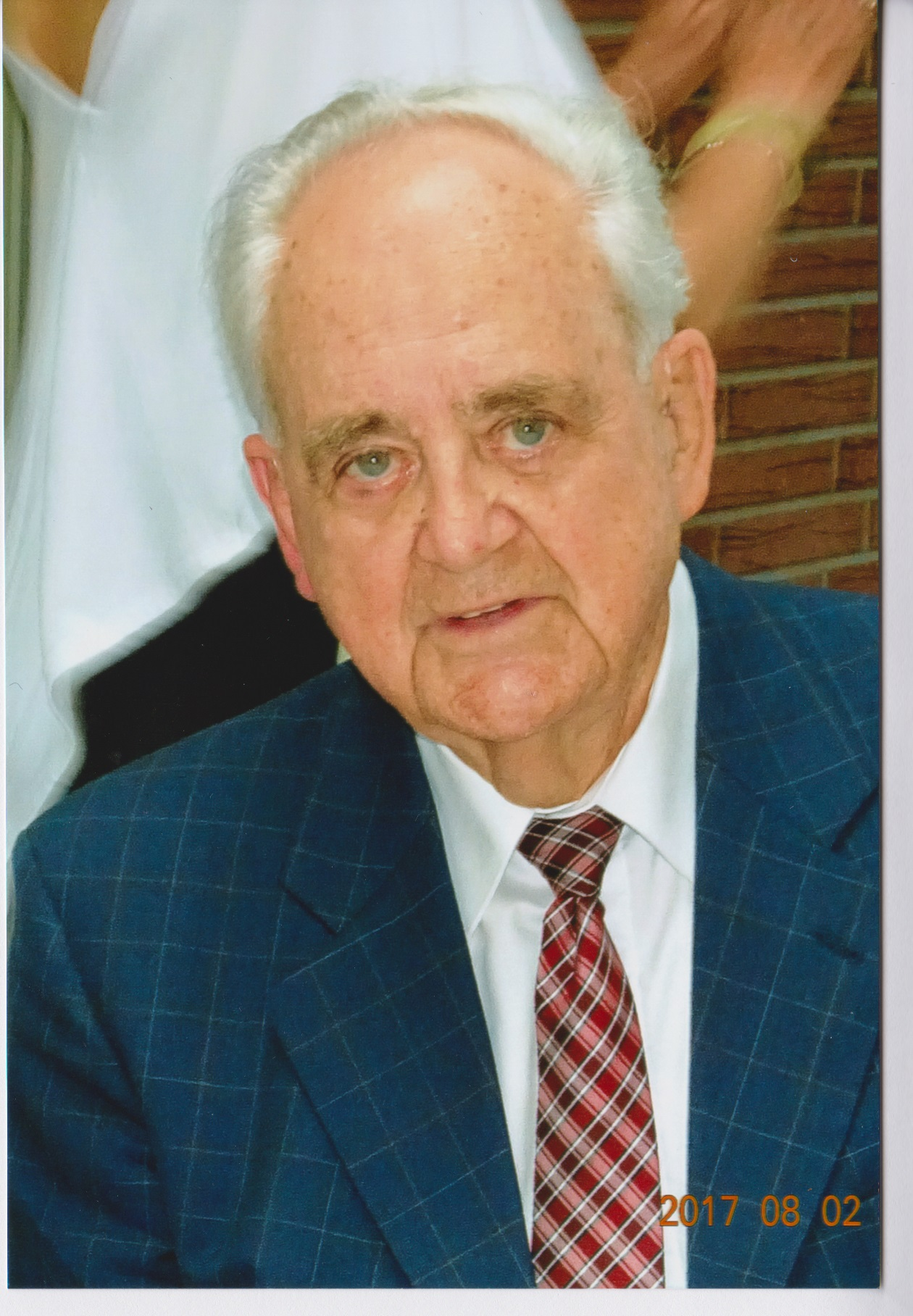
Gerhard Reuter, Berlin 2. August 2017

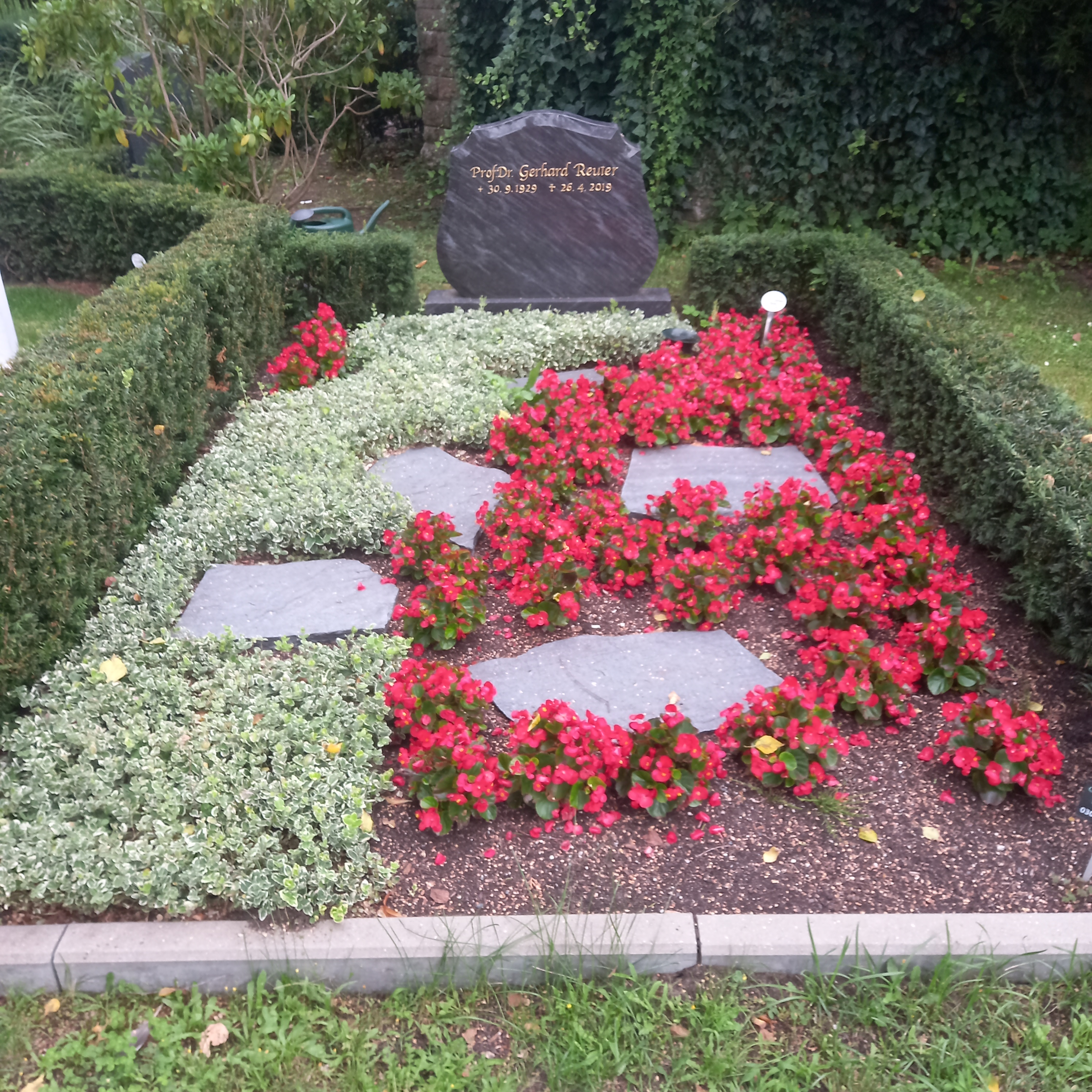
Das Grab von Gerhard Reuter auf dem Alten Friedhof Wannsee in Berlin

Gerhard Alfred Heinz Reuter (* 30. September 1929 in Suhl, Thüringen; † 26. April 2019 in Berlin) war ein deutscher Veterinärmediziner. Er war von 1987 bis 1989 Dekan des Fachbereichs Veterinärmedizin der Freien Universität Berlin.

## Leben
Reuter war der ältere von zwei Söhnen des Lehrers Kurt Reuter. 1933 erfolgte seine Übersiedlung nach Mühlhausen/Thüringen. Er legte im Juli 1948 das Abitur ab, anschließend folgten Praktika in Landwirtschaft und Gartenbau. 1949 besuchte er die Pädagogische Fachschule in Wilhelmsthal bei Eisenach und übernahm von 1950 bis 1952 eine Lehramtstätigkeit in Mühlhausen/Thüringen. 1952 begann Reuter ein Studium der Veterinärmedizin an der Freien Universität Berlin und der Justus-Liebig-Universität Gießen (1955–1956). 1957 bestand er ein Tierärztliches Staatsexamen und erhielt 1958 eine Tierärztliche Approbation in Berlin. Am 19. Juni 1958 erfolgte seine Promotion zum Dr. med. vet., an der Freien Universität Berlin.
Ab 1958 arbeitete er als Wissenschaftlicher Hilfsassistent (Teilzeit) im Institut für Lebensmittelhygiene der Freien Universität Berlin, 1959 wurde er Forschungsassistent im „Schwerpunkt-Programm Ernährungsforschung der Deutschen Forschungsgemeinschaft“ unter Martin Lerche. 1962 wurde Reuter planmäßiger wissenschaftlicher Assistent im Institut für Lebensmittelhygiene der FU. Im selben Jahr erhielt er ein Befähigungszeugnis für die Anstellung als beamteter Tierarzt. Seit 1966 arbeitete er als Fachtierarzt für Lebensmittelhygiene. Am 16. Juni 1969 erfolgte seine Habilitation und Venia legendi an der Veterinärmedizinischen Fakultät der FU für „Lebensmittelhygiene einschließlich Fleisch- und Milchhygiene“. Am 1. August 1969 wurde Reuter „Wissenschaftlicher Rat und Professor“ im Institut für Lebensmittelhygiene der FU Berlin. Ab 1972 war er „ordentlicher Professor“ und Leiter des „Instituts für Fleischhygiene und -technologie“ der FU Berlin. Von 1987 bis 1989 wirkte Reuter zudem als Dekan des „Fachbereichs Veterinärmedizin“ der FU Berlin. 1993 erhielt er eine Neuberufung für das Fachgebiet „Lebensmittelhygiene einschließlich Fleisch- und Milchhygiene“ nach § 4 Abs. 2 des Fusionsgesetzes für die Veterinärmedizin in Berlin. Am 30. September 1997 erfolgte seine Emeritierung. Danach folgte bis Dezember 1999 die Fortführung von Drittmittelforschung. Anschließend bekam er Gastrecht im Institut für Fleischhygiene und -technologie.
Reuter war verheiratet mit Gisela geb. Eßrich; aus der Ehe stammen zwei Kinder.

## Forschung/Lehramtstätigkeiten
Aus seiner Tätigkeit als Forschungsassistent im „Schwerpunktprogramm Ernährungsforschung der Deutschen Forschungsgemeinschaft“ resultieren die Entdeckungen und Beschreibungen von sieben neuen Arten der Gattung Bifidobacterium (1963) sowie von zwei Arten der Gattung Lactobacillus (1983). Eine neue Laktobazillen-Spezies wurde ihm zu Ehren 1980 als Lactobacillus reuteri nov. spec. 1980 (Kandler, et al.) in die Taxonomie der Bakterien aufgenommen. Dies erfolgte durch die Arbeitsgruppe Otto Kandlers, Ordinarius für Botanik in München, für die neue Stammform, die von Gerhard Reuter von L. fermentum abgegrenzt worden war und sich als eine wesentliche obligate Stammform des menschlichen Intestintaltraktes erwies.
Im Jahre 2013 folgte noch die Benennung einer neuen Species als Bifidobacterium reuteri, nov. spec. (Dicks, et al.) durch die Arbeitsgruppe Leon Dicks, Mikrobiologe der Universität Stellenbosch (Südafrika) in Anerkennung der jahrzehntelangen, systematischen Bearbeitung des Genus Bifidobacterium durch Gerhard Reuter.
Schwerpunktmäßige Wissenschaftliche Arbeitsgebiete waren:
- Laktobazillen und eng verwandte Mikroorganismen in Lebensmitteln und deren technologische Bedeutung
- Laktobazillen und Bifidobakterien in der Darmflora des Menschen und einiger Nutztiere und deren Stellung und Bedeutung im Mikrobiom des Darmes.
- Abgrenzung neuer Arten von Laktobazillen und Bifidobakterien in Lebensmitteln und im Darm des Menschen, verbunden mit der Bestätigung in der wissenschaftlichen Taxonomie und Nomenklatur der Bakterien.
- Beiträge zur schnelleren Analytik einzelner Komponenten der Mikroflora von Tieren stammender Lebensmittel.
- Prüfung des Einsatzes ausgewählter Mikroorganismen bei der Herstellung von Tieren stammender Lebensmittel: Starterkulturen in der Rohwurst- und Joghurtproduktion
- Prüfung des Einsatzes von ausgewählten Mikroorganismen als Probiotika bei Mensch und Nutztieren, insbesondere auch als Ersatz für Antibiotika.
- Verbesserung der Produktionshygiene bei der Herstellung von Lebensmitteln tierischer Herkunft, z. B. durch wirksame Desinfektions- und Reinigungsverfahren.
- Prüfung und Zertifizierung der Wirksamkeit von Desinfektionsmitteln für den Einsatz in der Lebensmittelproduktion und der Tierhaltung sowie im pharmazeutischen Bereich.

Aus den Ergebnissen der Taxonomieforschung ergab sich die Abgrenzung und Beschreibung einiger neuer Bakterienarten. Für die Aufnahme in das Genus Lactobacillus wurden vorgeschlagen und akzeptiert:
- Lactobacillus alimentarius nov. spec. (Reuter, 1983)
- Lactobacillus farciminis nov. spec. (Reuter, 1983)

Für das Genus Bifidobacterium wurde erstmals aus einer Vielzahl von Biotyp-Beschreibungen der Vorschlag für weitere neue Arten aus dem Darm des Menschen erstellt und akzeptiert:
- Bifidobacterium adolescentis nov. spec. (Reuter, 1963)
- Bifidobacterium breve nov. spec. (Reuter, 1963)
- Bifidobacterium infantis nov. spec. (Reuter, 1963)
- Bifidobacterium lactentis nov. spec. (Reuter, 1963)
- Bifidobacterium liberorum nov. spec. (Reuter, 1963)
- Bifidobacterium longum nov. spec. (Reuter, 1963)
- Bifidobacterium parvulorum nov. spec. (Reuter, 1963)

Die Typstämme der neuen Arten wurden in international anerkannten Sammlungen hinterlegt, zunächst in der ATCC (American Type Culture Collection) in Washington, D.C., und von dort in weitere internationale Sammlungen transferiert. Sie dienten als Referenzstämme für vielfache weitere Grundlagenforschungen in aller Welt.
Die Zahl seiner Publikationen beträgt ca. 280 Aufsätze und wissenschaftliche Arbeiten. 80 Dissertationen wurden als Doktorvater inauguriert und drei Habilitationen sowie einige Masterarbeiten betreut.
Sechs seiner langjährigen Schüler wurden Professoren, davon drei als Lehrstuhlinhaber seines Faches an drei der fünf Bildungsstätten für Veterinärmedizin in Deutschland, drei weitere erlangten Professuren in der Veterinärmedizin oder an einer Fachhochschule.
Aus persönlichen Fördermitteln, die nach der Emeritierung noch zur Verfügung standen, wurde im Jahre 2003 bei der Gesellschaft der Freunde und Förderer der Veterinärmedizin an der Freien Universität Berlin e.V. ein Stiftungsfonds eingerichtet, aus dem jährlich der Gerhard-Reuter-Preis für besondere Studienleistungen für den oder die jeweils zwei besten Absolventen der tierärztlichen Prüfung am Fachbereich Veterinärmedizin der Freien Universität verliehen wird.

## Ehrungen und Auszeichnungen
- 1985 – Mitarbeitermedaille der Deutschen Landwirtschafts-Gesellschaft
- 1990 – Tissier-Medaille der Japanischen Bifidus-Foundation
- 1997 – Verleihung der Ehrendoktorwürde (h. c. = Honoris causa) der Ludwig-Maximilians-Universität München
- 1999 – Ernennung zum Ehrenmitglied der Deutschen Veterinärmedizinischen Gesellschaft
- 2005 – Ehrenmedaille der Veterinärmedizinischen Fakultät der Universität in München für besondere Verdienste um die tierärztliche Wissenschaft

## Ehrenamtliche Tätigkeiten
Mitglied und Funktionsträger in nationalen und internationalen Fachgremien:
- Deutsches Institut für Normung, Internationale Organisation für Normung, Europäisches Komitee für Normung: Methodenstandardisierungen in Lebensmittelmikrobiologie und Desinfektionsmittelprüfung mit Obmannfunktionen im Normenausschuss Landwirtschaft und im Normenausschuss Medizin von DIN (jeweils mehr als 10 Jahre)
- International Union of Microbiological Societies: Taxonomie-Subkomitee für Laktobazillen und Bifidobakterien: Mitglied seit 1962 und zeitweise secretary
- Deutsche Veterinärmedizinische Gesellschaft: Leitung der „Fachgruppe Fleischhygiene“ (18 Jahre) und des „Arbeitsgebiet Lebensmittelhygiene“ (4 Jahre)
- Deutsche Veterinärmedizinische Gesellschaft und Deutsche Gesellschaft für Hygiene und Mikrobiologie: Mitglied im „Ausschuss Desinfektion“ der DVG (Leitung 13 Jahre) und Mitglied im „Ausschuss Desinfektion“ der DGHM (6 Jahre)
- Deutsche Landwirtschafts-Gesellschaft: Sachverständiger für Qualitätsprüfungen von Lebensmitteln für das DLG-Prüfsiegel von 1964 bis 1997
- Bundesgesundheitsamt, Bundesinstitut für Gesundheit, Verbraucherschutz und Veterinärmedizin: Mitglied in Fachkommissionen für Lebensmittelhygiene, teilweise mit Leitungsfunktionen
- Weltgesundheitsorganisation, Ernährungs- und Landwirtschaftsorganisation der Vereinten Nationen, Organisation für wirtschaftliche Zusammenarbeit und Entwicklung: Sachverständiger bei Auslandstätigkeiten z. B. im „Marmara Research Institut“ in Gebze bei Istanbul 1981, 1984, 1985, Postgraduate Courses in Food Microbiology 1977, 1978
- Berufsgenossenschaft der chemischen Industrie: Sachverständiger im Arbeitskreis „Bakterien“ innerhalb des Programms „Sichere Biotechnolgie“ (1993–1997)
- Tierärztekammer Berlin und „Deutsche Tierärzteschaft“: Delegierter (1962–1966) und Leiter von Fachausschüssen
- Mitglied in einem Ausschuss des Wissenschaftsrates und in einer Fachkommission in den Jahren 1991 und 1992 bei der Begutachtung von Wissenschaftseinrichtungen der neuen Bundesländer, z. B. Fachkommission Veterinärmedizin der Universität Leipzig
- Mitglied in internationalen Berufsorganisationen, wie z. B. Union of European Veterinary and Food Hygiene und International Committee of Food Microbiology and Hygiene
- Mitglied im Beirat der Berliner Mikrobiologischen Gesellschaft (1990–1994)
- Mitglied im Editorial Board internationaler Zeitschriften: International Journal of Food Microbiology; Bioscience and Microflora (Jap.) (1996–2012)